# Podzemní kryt Folimanka
Podzemní kryt Folimanka na Vinohradech se rozkládá pod východní částí parku Folimanka mezi Nuselským mostem, ulicí Bělehradská a Pod Karlovem, ze které je hlavní vstup.

## Historie
Původní stavební plány krytu postaveného a následně vedeného v režimu přísně tajné pocházejí z roku 1952. Dle dokumentace byl dokončen v roce 1962 a náklady na jeho výstavbu činily v té době 5.912.240 Kčs. K jeho stavbě byla využita štola ze 2. světové války, která sloužila jako úkryt civilního obyvatelstva v případě náletů na Prahu. V roce 1994 se dostal pod správu Městské části Praha 2, která jej roku 2014 zpřístupnila veřejnosti.

## Popis
Jedná se o štolový typ krytu 3. třídy odolnosti, který je umístěn přibližně 20 metrů pod zemí. V jeho nejníže položeném místě (asi 25 metrů pod zemí) je nouzový výlez do kopule.
Konstrukci jednopatrového krytu tvoří betonové bloky. Je v něm několik studen, dvě toalety, asanační místnost, ošetřovna, dvě kyslíkárny, tři filtroventilační jednotky, dvě prachové komory, dvě provizorní márnice, spojovatelna a energetické centrum. Tříválcový 32 kW dieselový agregát z roku 1955 umístěný v energetickém centru zajišťuje v případě potřeby osvětlení, vodu, elektřinu a vzduchotechniku. Kryt má pancéřové dveře, jeden hlavní vchod, dva nouzové východy, několik nouzových výlezů do kopule a pozorovatelnu. Jeho rozloha je 1.332 m² a kapacita 1.300 ukrývaných osob (pro přežití po dobu 72 hodin).
Kryt je v dobrém technickém stavu, větraný, vytápěný a v případě potřeby může okamžitě sloužit svému původnímu účelu.